# Терновиця Пільна (гміна)
Ґміна Терновиця Пільна — адміністративна субодиниця Тлумацького повіту Станіславського воєводства і Крайсгауптманшафту Станіслав. Утворена 1 серпня 1934 року згідно з розпорядженням Міністерства внутрішніх справ РП від 26 липня 1934 за підписом міністра Мар'яна Зиндрама-Косьцялковського. Центр — Терновиця.

## Короткі відомості
Утворена на території попередніх самоврядних сільських ґмін Богородичин, Гостів, Константинівка, Королівка, Нові Кривотули, Прибилів, Торговиця, Терновиця Пільна, Закрівці. Згідно з адміністративною реформою, село Терновиця стало центром сільської ґміни Терновиця Пільна.
У 1934 р. територія ґміни становила 95,72 км². Населення ґміни станом на 1931 рік становило 11 397 осіб. Налічувалось 2 513 житлових будинків.
Ґміна ліквідована 17 січня 1940 р. у зв'язку з утворенням Отинянського району. Ґміна була відновлена на час німецької окупації з липня 1941 р. до липня 1944 р.